# السرب 103 (إسرائيل)
تشكل السرب 103 التابع للقوات الجوية الإسرائيلية، المعروف أيضاً باسم (سرب الأفيال) (بالعبرية: טייסת הפילים) في يوليو 1948. وهو سرب طائرات نقل عسكري طراز سي-130 جيه سوبر هركيوليز، كان السرب في السابق يشغل طائرات هركيوليز طراز سي-130 إي وكيه سي-130 إيتش ويتمركز السرب في قاعدة نفاطيم الجوية.